# Ieriómovka
Ieriómovka - Ерёмовка (rus) - és un poble de l'óblast de Bélgorod, a Rússia. El 2010 tenia 210 habitants. Pertany al districte (raion) de Rovenkí.